# Мале Султаново
Мале Султа́ново (рос. Малое Султаново) — присілок у складі Сафакулевського округу Курганської області, Росія.
Населення — 56 осіб (2010, 85 у 2002).
Національний склад станом на 2002 рік:
- башкири — 95 %